# Рябик Іван Ілліч
Іван Ілліч Рябик (1913, село Антонівка, тепер Ямпільського району Сумської області — ?) — український радянський діяч, генерал-лейтенант внутрішньої служби, 2-й секретар Чернівецького та Ізмаїльського обкомів КП(б)У, начальник Головного управління кадрів Міністерства внутрішніх справ СРСР.

## Життєпис
Народився 1913 року в селі Антонівка на Сумщині. Трудову діяльність розпочав у п'ятнадцятирічному віці. Перебував на відповідальній комсомольській роботі.
Член ВКП(б).
З 1939 року — в Червоній армії. Учасник війни проти Польщі у вересні 1939 року, німецько-радянської війни. У 1941 році — комісар роти 31-го окремого танкового батальйону 93-ї стрілецької дивізії 43-ї армії Західного фронту. 27 жовтня 1941 року був важко поранений у руку в боях біла села Кузовльово.
З 1942 року перебував на відповідальній партійній роботі.
У лютому 1944 — березні 1948 року — секретар Чернівецького обласного комітету КП(б)У по кадрах.
У березні 1948 — 4 вересня 1952 року — 2-й секретар Чернівецького обласного комітету КП(б)У.
У вересні 1952 — лютому 1954 року — 2-й секретар Ізмаїльського обласного комітету КПУ.
У грудні (затв.) 1954 — 1955 року — секретар Тернопільського обласного комітету КПУ.
Потім працював у апараті ЦК КПРС та в апараті Ради Міністрів Російської РФСР. На 1964 рік — інспектор Комітету партійно-державного контролю ЦК КПРС і Ради Міністрів СРСР.
У травні 1967 — березні 1979 року — начальник Головного управління кадрів Міністерства внутрішніх справ СРСР, член Колегії МВС СРСР.
З 1979 року — в Академії Міністерства внутрішніх справ СРСР.
Дата смерті невідома. 

## Звання
- старший політрук
- генерал внутрішньої служби 3-го рангу
- генерал-лейтенант внутрішньої служби

## Нагороди
- орден «Знак Пошани» (23.01.1948)
- орден Червоного Прапора (23.01.1942)
- ордени
- медаль «За оборону Москви» (16.02.1945)
- медалі